# 바나족
바나족(베트남어: Ba Na / 巴那) 또는 바나르족(Bahnar)은 베트남에 살고 있는 소수 민족이며, 주로 베트남 중부의 중앙 고원의 잘라이성, 꼰뚬성과 해안 지방의 빈딘성과 푸옌성 등지에 살고 있다. 이들은 몬크메르어족 바나어파의 언어를 말한다.

## 음악

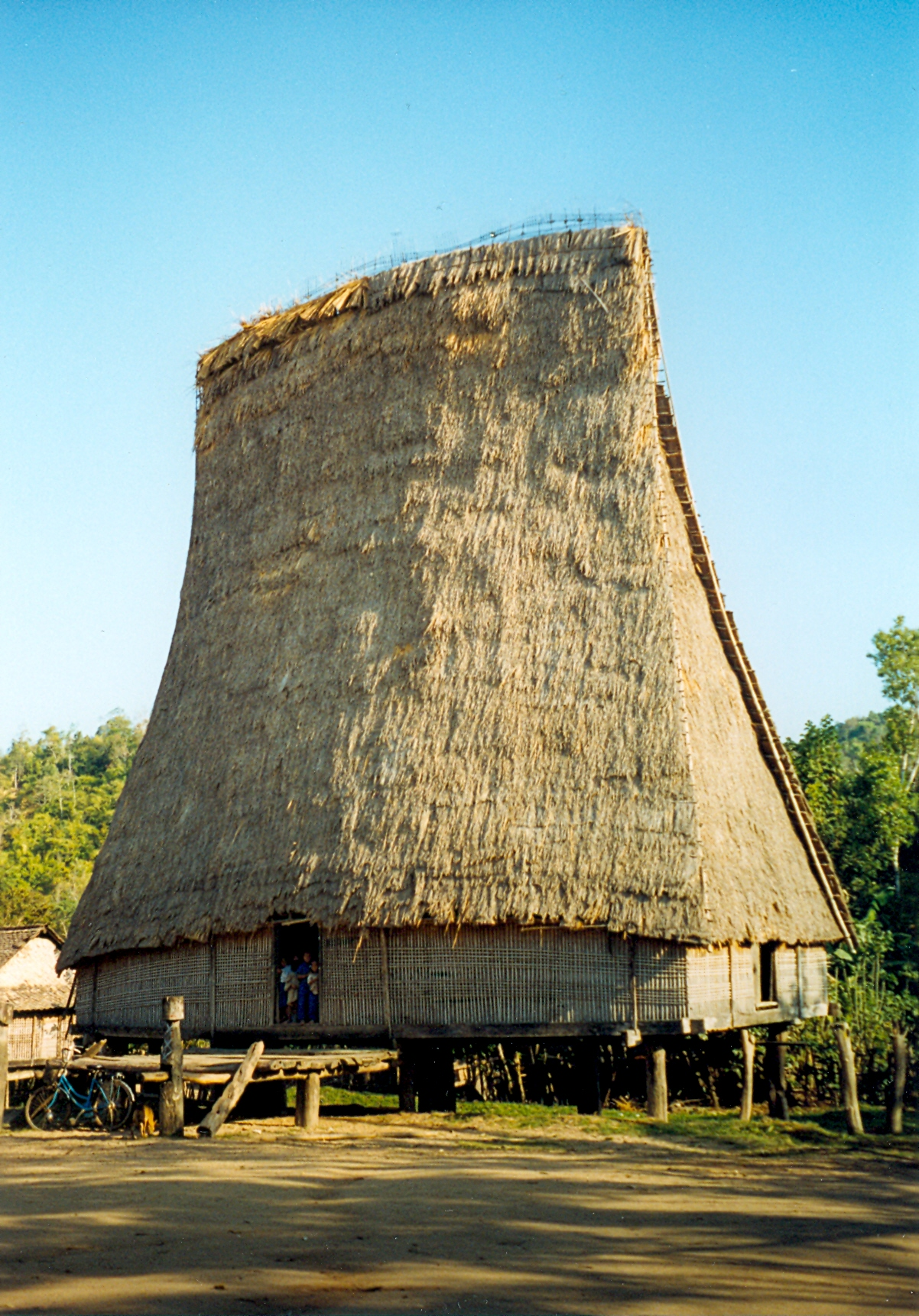
꼰꼬투 마을의 바나집의 집, 롱

베트남 중고 고원 지대의 많은 민족들처럼 바나족도 상당히 많은 전통 악기를 연주한다. 낮은 음역의 공 (악기)과 대나무로 만든 현악기 등이 있다.

## 역사
베트남 전쟁 도중 남 베트남의 군인들을 피해 바나르족은 꼰뚬 성 주변으로 이민하였다.

## 신앙
바나르족은 예로부터 꼰뚬 산의 정기를 받는 홍 찐보 (Hõng ChïnBô)신을 믿고 있다. 매년 정기적으로 마을 축제를 열어 홍 찐보 신을 기다린다. 홍 찐보는 바나르어로 "예로부터 혼자"라는 뜻을 지니고 있으며 독립성을 중요시하는 바나르족의 신앙적 지주이다.

## 문학
담노이와 같이 바나어로 하몬이라는 서사시가 있다. 이것은 수 백년의 전통을 가지고 있으며, 바나족에게 영감을 불러일으킨 문학 작품이다.

## 인물
- 시우 블랙 - 인기 가수

## 축제
- 꼬크포 축제 (Koh Kpo) - 물소를 찌르는 행위로 신에게 감사를 드리는 축제

## 같이 보기
- 베트남의 민족
- 바나르어파